# 银元之战
银元之战是上海被中国共产党接管初期发生的一场金融风波。由于部分拥有大量资产的商人希望通过银元的交易来企图阻止人民币进入上海市场流通并维持接管前的经济，事件演变成为中央人民政府政务院财政经济委员会与上海当地的投机的工商业者的对抗。最终，政务院财政经济委员会通过强硬的行政手段取得胜利并控制上海的金融市场。中华人民共和国政府称此次事件的意义非常重大，毛泽东本人评价“银元之战”的作用不亚于一场淮海战役。

## 背景
近代以来，上海一直是中国经济中心。另一方面，至1949年，中国经济长期处于恶性通货膨胀状态。当1949年5月底，中国人民解放军占领上海后，中共领导下的上海市军管会依照发布《关于使用人民币及限期禁用金圆券的规定》，这份文件中规定人民币1元收兑金圆券10万元。6月5日起，并严禁中华民国政府发行的金圆券在市场上继续流通。但是此时中国人民银行并没有足够的贵金属保證，加上20世纪初，中华民国政府推行法币政策和金圆券政策的失败（即货币形同废纸）对上海商界的打击影响依然存在，因而人民币在上海发行流通时遭到了部分商界抵制。

## 银元交易风潮
出于对过去金圆券等纸币的恐惧，民众开始将手中的纸币换成贵金属，加上部分商人在这个时机抬高白银价位，令市场上白银和银币的价格开始非正常走高，在6月5日最终期限到来前，银元的价格从5月27日最早的1银元兑换100人民币，变成了6月4日1银元兑换1,100元人民币的比价。这样在上海，实际上的流通本位币已经是银元，而不是人民币。同期上海的人民币发行量仅有20余亿，人民币只能用于购买小额货物，无法用于大宗的商业活动。同时，上海的商店商号拒绝以人民币作商品标价，以尽量把中国人民银行发行的人民币排斥在市场之外。
而且银元与人民币疯狂上涨也导致了上海物价市场整体上的波动，自上海戰役至6月9日，短短的13天中，上海物价直线上升，总水準竟上涨2.7倍以上，其中黄金上涨2.11倍、银元上涨1.98倍数、米上涨2.24倍、纱上涨1.49倍。
这件事情引发了中共政权和中共中央华东局的关注。为了尝试将银元风波压制，调整市场经济，并推广人民币，以稳定上海市民的民心，中共上海市委决定在6月5日抛售10万枚银元，6月6日又抛出31万银元，企图借此能够消除银元上涨的压力，但这批银元却很快被上海市场所吸收，仅仅起到了延缓升值速度的效果。6月7日，银元涨到1,800元。这令上海市军管会感到极大压力，因为上海作为经济大都市和为数不多的几个存在少量国际贸易的城市而言，人民币无法流通和银元的疯狂上涨带来的整个上海市场物价的波动，将被外界视为政府的无能，并且上海的举动很有可能会影响其他城市（北平也出现了抵制人民币流通的商业者）。这些影响将令上海市人民政府快速失去民心。6月8日，中共中央华东局会议上决定采取政治手段干预市场，当时主持会议的上海市长陈毅用电话向中共中央报告了这个决定，并得到毛泽东许可。

## 政府活动
上海市军管会得到授权后，由掌管财经活动的中共中央财经委员会主任陈云负责。上海市人民政府动用行政力量强行在政府控制税收、交通及其他市政公用事业内以人民币作为唯一许可使用的货币，并且发行人民币公债来增加人民币的使用量。在这之前的6月7日，市军管会宣布以人民币为唯一合法货币，禁止银元买卖、流通，取缔银元投机活动。并警告了上海的商人。
这些行政手段并没有对银元市场造成足够的影响，因为这对于真正掌握银元市场的商人而言并不造成根本性的损失。在上海市委和中央财经委员会的紧急磋商后决定，采用更为强硬的手段来解决这场银元之战。
6月10日，上海市军管会派出便衣警察强行封锁了上海最大的银元交易市场——位于汉口路422号的上海证券大楼，并拘捕了250名投机商人，收缴了数万枚银元。这场活动对上海市银元市场带来了巨大的影响，很快市场上银元对人民币的比价由6月8日的1:2,000降至1:1,200，并不断下降，而上海物价则“其余各棉纱突跌15%，食米、食油、西药、杂粮及日用品普跌一成左右，面粉亦跌8%强”。由于银元的贬值，人民币很快便获得了在上海的主导货币地位。

## 影响
事后，中华人民共和国政府将此次事件认定为“政府与敌视政府的资产阶级的实力较量”。毛泽东评价此事的意义“不下于淮海战役”，并赞扬了陈云的能力:162。
但相关活动也并没有完全停止，不少商人与市民对于人民政府依然没有信心，导致上海市出现了生活必需品的物价飞涨，直至不久后又一次由陈云主导的“米棉之战”后，才彻底稳定了上海市的物价情况。

## 注脚
1. ↑  6月8日,陈云在一份给中共华东局、中共上海市委的电报中,分析了解放军渡江、南京政府完全垮台后新解放区金融问题的新情况。他说,“过江以前,解放战争推进的程序一般是先解放乡村,后解放大中城市之。”“人民币先在乡村生了根,再进入城市,就比较容易。”过江后,“我们先占城市,后占乡村,而城乡均是银元市场,乡村非但不能帮助城市推行我币,而且增加了我币推行的困难”。邓小平特别说明上海周边农村的情况:“农村全部以物易物,或光洋市场。”